# Vejovoidus longiunguis
Genre
Espèce
Synonymes
- Syntropis longiunguis Williams, 1969

Vejovoidus longiunguis, unique représentant du genre Vejovoidus, est une espèce de scorpions de la famille des Vaejovidae.

## Distribution
Cette espèce est endémique de Basse-Californie du Sud au Mexique. Elle se rencontre dans le désert de Vizcaíno.

## Description
Le mâle holotype mesure 58,7 mm et la femelle paratype 58,1 mm.

## Systématique et taxinomie
Cette espèce a été décrite sous le protonyme Syntropis longiunguis par Williams en 1969. Elle est placée dans le genre Vejovoidus par Stahnke en 1974.

## Publications originales
- Williams, 1969 : « A new species of Syntropis from Baja California Sur, Mexico with notes on its biology (Scorpionida, Vejovidae). » Pan-Pacific Entomologist, vol. 45, no 4, p. 285-291 (texte intégral).
- Stahnke, 1974 : Revision and keys to the higher categories of Vejovidae (Scorpionida). The Journal of Arachnology, vol. 1, no 2, p. 107-141 (texte intégral).